# Tatort: Leben gegen Leben
Leben gegen Leben ist ein Fernsehfilm aus der Krimireihe Tatort der vom Norddeutschen Rundfunk (NDR) produziert und am 27. Februar 2011 im Programm Das Erste zum ersten Mal gesendet worden. Es handelt sich um die 792. Tatort-Folge und den vierten Fall des Hauptkommissars Cenk Batu (Mehmet Kurtuluş).
Batu hat in diesem Fall den Auftrag einen Ring von Organhändlern zu zerschlagen, die in Hamburg illegale Transplantationen durchführen.

## Handlung
Hauptkommissar Batu kehrt von seiner Reise aus der Türkei zurück und Uwe Kohnau empfängt ihn gleich mit einer neuen Aufgabe. Er soll sich undercover in einen Ring von Organhändlern begeben, um herauszufinden, wo in Hamburg illegale Transplantationen durchgeführt werden. Er wird als Kurierfahrer eingeschleust und erhält von Martin Tremmel seine Aufgaben zugeteilt. Er soll die lebenden Organspender zum Zielort bringen. So wird ihm das Straßenmädchen Amelie übergeben und eine grobe Fahrtroute genannt. Das genaue Ziel soll er unterwegs per Handy erhalten. Als er versucht, mit Amelie ins Gespräch zu kommen, um ihr die Angst zu nehmen, greift sie ihm ins Lenkrad. Er verliert die Kontrolle über den Wagen und landet im Straßengraben, wo er kurze Zeit das Bewusstsein verliert. Amelie nutzt die Chance und flüchtet mit Batus Brieftasche samt Kreditkarten.
Batus Auftraggeber werden nun misstrauisch, aber er kann Robert Feldmann, bei dem er das Mädchen in Hamburg abliefern sollte, davon überzeugen, dass der Unfall wirklich nur ein Missgeschick war. Amelie ist inzwischen wieder in Hamburg, wo sie herstammt. Feldmann erwartet von Batu, dass er sie umgehend wiederfindet. Daneben hat er auch den Auftrag, eine Familie vom Bahnhof abzuholen, von der er annimmt, dass die jugendliche Tochter Nutzer der Organtransplantation sein könnte. So hofft er, bald die illegale Operationsstätte ausfindig machen zu können. Die Familie bringt er aber zunächst nur zu einem Vorgespräch in eine einsame Villa in einem Waldstück. Es gelingt ihm, heimlich Fotos von den anwesenden Personen zu machen. Er bemerkt, dass die Mutter offensichtlich Skrupel hat, da sie nicht weiß, woher das Organ stammt, das ihre Tochter Sarah bekommen soll.
Uwe Kohnau versucht inzwischen nach den Hinweisen von Batu die Sammelstelle ausfindig zu machen, wo Feldmann weitere Kinder als potentielle Organspender gefangen hält. Es gelingt ihm, zunächst einen Jungen zu befreien. Er stammt wie Amelie aus Hamburg und war mit ihr auf dem Weg nach Rumänien. Dabei hatte man sie beide gefangen genommen und verschleppt. Er weiß, dass Amelie noch einen Vater hier in der Stadt hat, bei dem sie vor ihrer Flucht gewohnt hatte. Daraufhin sucht Batu Amelies Vater auf, um zu erfahren, wo dessen Tochter ist. Er findet sie im Keller des Hauses, wo sie sich versteckt hatte.
Batu nimmt Amelie mit zu sich in seine Wohnung und erklärt ihr, dass er Journalist wäre und sie keine Angst vor ihm zu haben bräuchte. Sie vertraut ihm und er versteckt sie bei seinem Freund Erdalan Özdemir und dessen Schwester. Kohnau möchte, dass Batu das Mädchen an Feldmann übergibt, damit er einen Zugriff planen kann, wenn sie den Ort der Transplantation erreicht haben. Batu ist skeptisch, da Amelie schließlich noch ein Kind sei. Doch bleibt ihm nichts anderes übrig, als Kohnaus Plan zuzustimmen, denn Feldmann setzt ihn massiv unter Druck. Er bringt Amelie, die mit einem versteckten Sender ausgestattet ist, zu einem vereinbarten Ort und übergibt sie Feldmann. Von da an kann er ihr nur heimlich über das Funksignal folgen. Der Weg führt in ein leerstehendes Versicherungsgebäude. Das ist jedoch so weitläufig angelegt, dass er Angst hat, Amelie nicht rechtzeitig helfen zu können. Doch es gelingt ihm, das Mädchen vor der Organentnahme wiederzufinden und zu retten.
Mithilfe Batus heimlicher Fotos der Anwesenden in der Villa können ihre Identitäten festgestellt und sie rechtlich zur Verantwortung gezogen werden. Auch gelingt es, den Aufenthaltsort weiterer verschleppter und gefangener Kinder ausfindig zu machen und sie zu befreien.

## Hintergrund
Der Film wurde vom Norddeutschen Rundfunk in Hamburg und der Umgebung von Hamburg gedreht. Die Uraufführung fand am 6. Oktober 2010 beim Filmfest Hamburg statt.

## Rezeption

### Einschaltquoten
Die Erstausstrahlung von Leben gegen Leben am 27. Februar 2011 wurde in Deutschland insgesamt von 6,83 Millionen Zuschauern gesehen und erreichte einen Marktanteil von 17,90 Prozent für Das Erste.

### Kritik
Rainer Tittelbach von tittelbach.tv schreibt: „Auch der vierte ‚Tatort‘ um den verdeckten Ermittler Cenk Batu ist dramaturgisch und genreästhetisch weit weg von den ‚Wo-waren-Sie-gestern-Abend‘-Krimis. ‚Leben gegen Leben‘ ist gebaut wie ein Thriller.“ Über den Titelhelden urteilt er: „Man sieht markante Männlichkeit, vielleicht sogar den türkischen Macho. Sein Charisma entwickelt dieser Schauspieler in langen Szenen. […] In sein Gesicht zu schauen ist 1000 Mal spannender, als mit ihm wie zu Beginn von ‚Leben gegen Leben‘ durch die Szenen zu hetzen.“
Niels Kruse bei Stern.de urteilt über diesen „exzellenten Nervenkitzler“ anerkennend: „Der neue Hamburger ‚Tatort‘ ist mehr Thriller als traditioneller Sonntagabend-Krimi. Mit schönen Bildern und wenigen Worten überzeugt der vierte Fall von Kommissar Cenk Batu. Man muss die moderne Machart nicht mögen – man kann aber.“
Etwas nüchterner sieht das Jürgen Kaube bei faz.net und schreibt: Bei diesem ‚Tatort‘ „hält es sich mit der Spannung in Grenzen. Zum Schluss hilft dann auch ein bisschen viel Technik und Zufall, […] aber solche kleinen Unwahrscheinlichkeiten stören nicht sehr in einem Film, der bis in die Nebenrollen hinein - Godehard Giese glänzend niederträchtig als Handlanger, sein Spiegelbild Mario Irrek nicht minder als bösartig verwahrloster Vater - unglaublich gut besetzt ist. Man denkt mehr über die Figuren als über ihre Handlungen nach.“
Christian Sieben bei rp-online.de urteilt anerkennend: „Der Hamburger ‚Tatort‘ mit Mehmet Kurtulus entwickelt sich zum Prunkstück der ARD-Reihe. In ‚Leben gegen Leben‘ erlebten die Zuschauer wieder einen einsamen, prügelnden und verzweifelten Wolf, der mit seinem besonderen Charme an Kultfigur Horst Schimanski erinnert.“
Die Kritiker bei Quotenmeter.de beurteilen die stil- und stimmungsvolle Inszenierung anerkennend und meinen: „ein gelungenes Feuerwerk aus brisanter Thematik, tollem Schauspiel und der wichtigen sowie eh wenig thematisiertem Problematik des kriminellen Organhandels, der auch in Europa ein zunehmendes Problem darstellt. […] Erneut hat es Mehmet Kurtulus hierbei geschafft, seine Figur in einen anderen Kontext zu stellen, sie charakterlich weiterzuentwickeln und den immer präsenten Konflikt zwischen Moral, Recht und Auftrag […] in einer wahrlich unkitschigen, dennoch rührenden Art abzubilden.“
Die Kritiker der Fernsehzeitschrift TV-Spielfilm urteilen zu diesem Tatort: „Der Fall löst die Grenzen zwischen Falsch und Richtig auf und legt die Vermutung nahe, dass die ganze Welt eine moralische Grauzone ist. Batu, emotional engagiert, ohne Betroffenheit auszudünsten, erweist sich auch in seinem vierten Fall als eine der facettenreichsten Ermittlerfiguren der Reihe - leider war nach Folge sechs Schluss. [Fazit:] Weit weg von allen Krimi-Schablonen.“